# Xã Chemung, Quận McHenry, Illinois
Xã Chemung (tiếng Anh: Chemung Township) là một xã thuộc quận McHenry, tiểu bang Illinois, Hoa Kỳ. Năm 2010, dân số của xã này là 9.134 người.